# 大西洋軸高速鐵路
大西洋軸高速鐵路（西班牙語：Eje Atlántico de Alta Velocidad）是西班牙連接拉科魯尼亞至維戈的高速鐵路，於2015年4月通車。